# 佩德罗索
佩德罗索，是西班牙拉里奥哈自治区的一个市镇。总面积19平方公里，总人口100人（2001年），人口密度5人/平方公里。